# Balfrin
Der Balfrin ist ein 3796 m ü. M. hoher Berg in den Walliser Alpen in der Schweiz. Das Gipfelmassiv Balfrin befindet sich südsüdöstlich von Grächen, kommt auf dem Gemeindegebiet von Eisten, St. Niklaus und Saas-Balen zu liegen. Der Berg ist höchste Gipfel einer Kette, die sich vom Seetalhorn oberhalb von Grächen bis zum Riedpass zwischen dem Balfrin und dem Ulrichshorn erstreckt. Durch diese Lage ist der Balfrin den weitaus bekannteren höheren Gipfeln der Mischabel und des Nadelgrats vorgelagert; die Distanz zum höchsten Gipfel dieses Massivs, des Doms (4546 m ü. M.), beträgt rund 6 km.
Zusammen mit dem Ulrichshorn und dem Nadelgrat bildet der Balfrin eine weite, nach Nordwesten ausgerichtete Arena, in der sich das Nährgebiet des Riedgletschers befindet. Zwei weitere, kleinere Gletscher befinden sich im Südosten (Bidergletscher) und Norden (Balfringletscher).
Durch die Tatsache, dass der Balfrin als nördlichster nennenswert vergletscherter Gipfel weit über der Vereinigung des Mattertals und des Saastals bei Stalden thront, beherrscht er das Panorama, wenn man von Visp ins Tal hinein blickt. Ebenso spektakulär und lohnenswert ist die Aussicht vom Gipfel ins Tal und zu den Viertausendern der Weissmiesgruppe, der Mischabel und der Berner Alpen.
Der Balfrin hat einen nördlichen Vorgipfel mit einer Höhe von 3782 m ü. M. (siehe Bild rechts).

## Besteigungsmöglichkeiten
Der Balfrin kann trotz seiner beträchtlichen Höhe bei guten Bedingungen als zweitägige schwierige Alpinwanderung (T5 / WS–) bestiegen werden. Die Normalroute führt von Gasenried bei Grächen in ca. 4 Stunden zur Bordierhütte auf 2886 m ü. M. 2023 wurde ein neuer Zustieg zur Bordierhütte eingerichtet, sodass diese mittlerweile ohne Gletscherkontakt erreicht werden kann. Oberhalb der Hütte führt der Aufstieg durch Geröllhalden zum Westgrat des Gross Bigerhorns und von dort über den Verbindungsgrat und Vorgipfel zum Balfrin. Die Schlüsselstelle stellt eine etwas ausgesetzte Felsstufe im II. Schwierigkeitsgrad dar.
Alternativ kann der Berg auch als Hochtour von der Mischabelhütte bei Saas-Fee über das Windjoch, Ulrichshorn und Riedpass bestiegen werden (WS).

## Höhenweg
Der Höhenweg zwischen Saas-Fee und der Hannigalp bei Grächen wird auch Höhenweg Balfrin genannt und verläuft oberhalb der Baumgrenze. Die Wanderung dauert ca. 7 Stunden und ist nur für schwindelfreie Wanderer zu empfehlen.
Der Weg ist seit 2008 als regionale Route 27 «Swiss Tour Monte Rosa, Etappe Grächen – Saas-Fee» von Wanderland Schweiz signalisiert. Zudem ist er die 16. Etappe des Alpenpässe-Wegs Saas-Fee – Grächen.

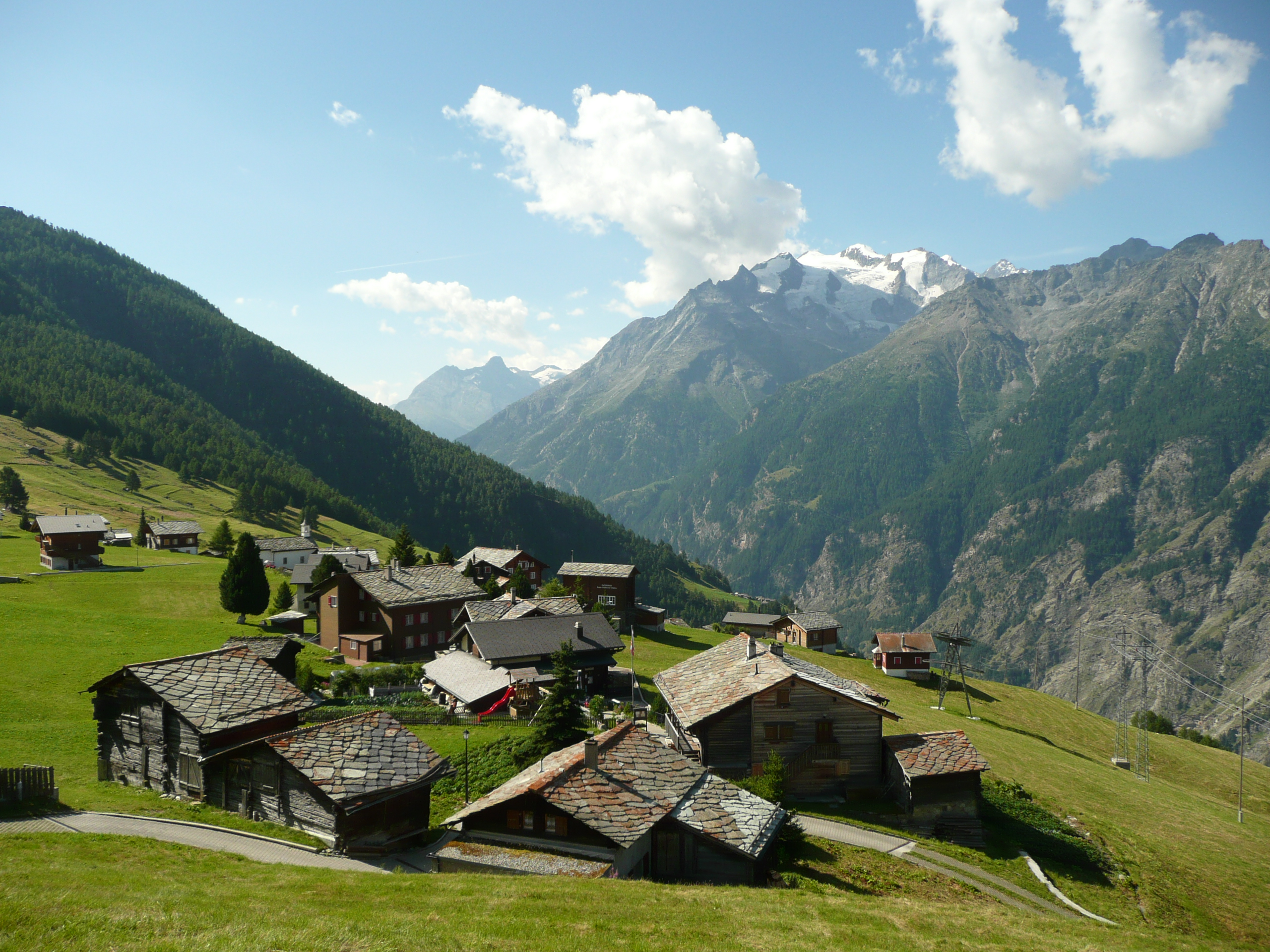
Blick auf Gspon mit Balfrin im Hintergrund.
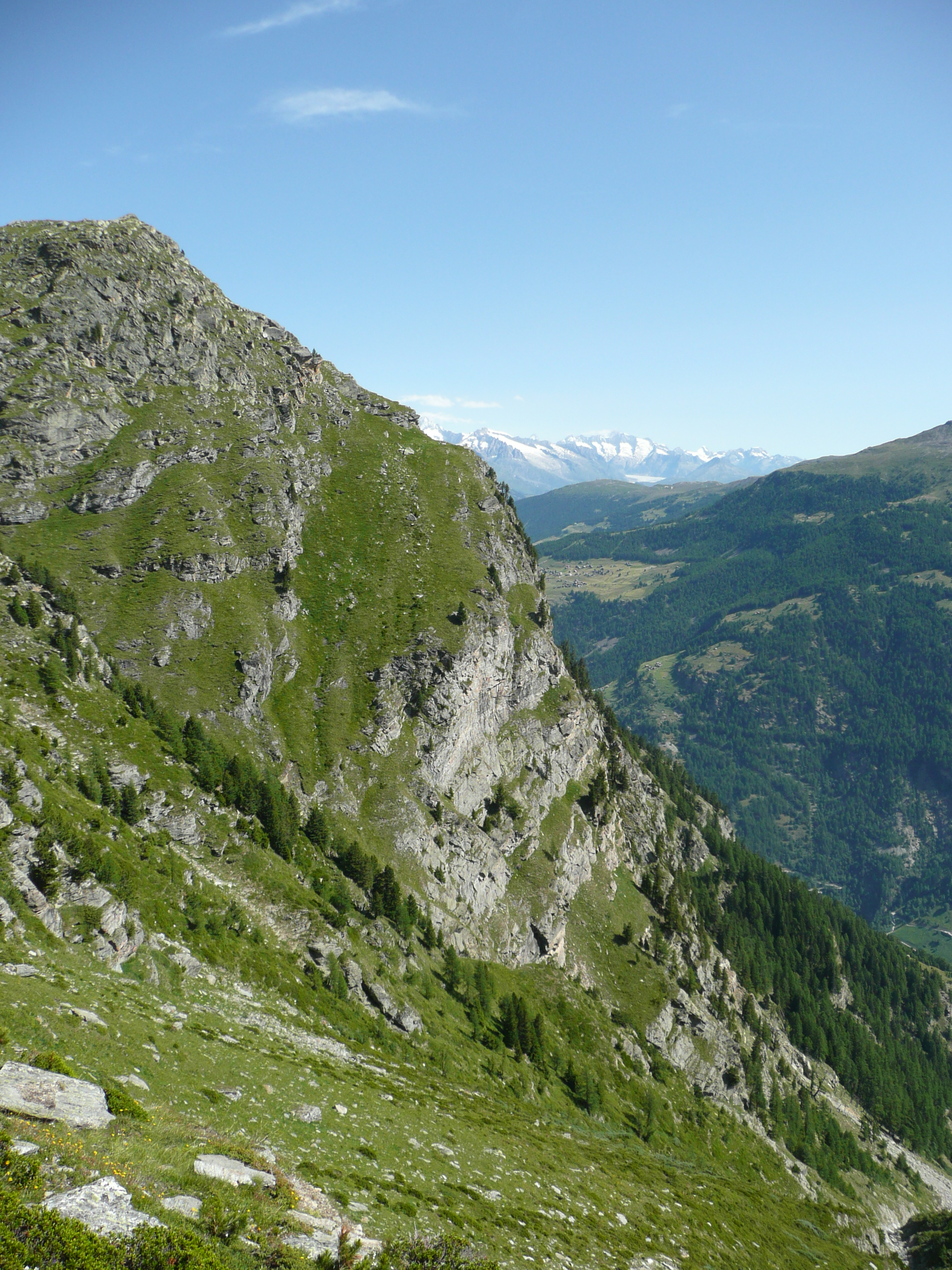
Stock (kleine Nase vor den Hintergrundbergen), mit 2370 m ü. M. der höchste Punkt des Balfrin Höhenweges.
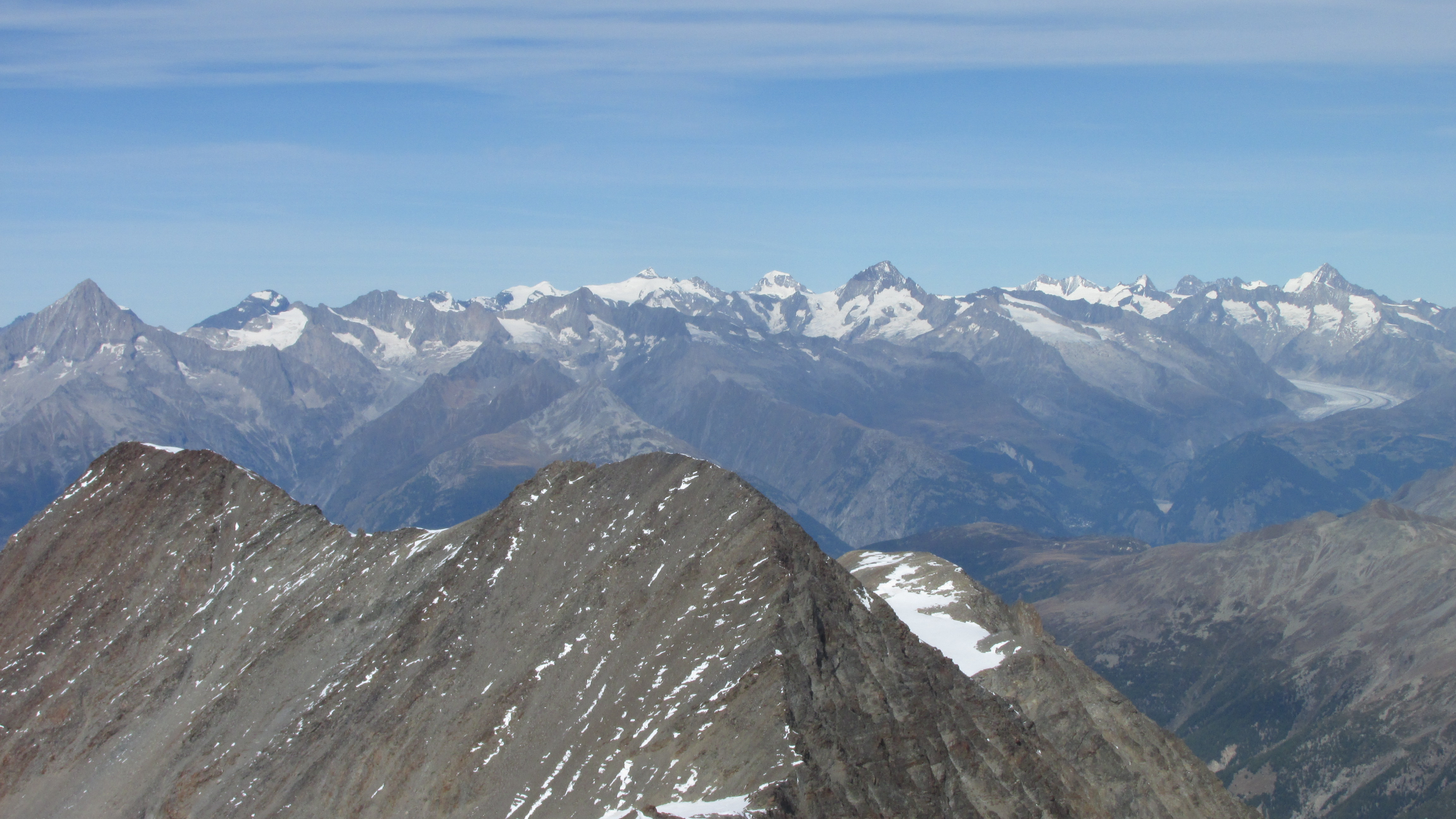
Blick vom Ulrichshorn auf den Doppelgipfel des Balfrin. Im Hintergrund die Berner Alpen mit Jungfrau, Mönch, Aletschhorn (Mitte), Bietschhorn (links hinten)